# 蘑菇杯蛛
磨菇杯蛛（学名：Meata fungiformis）为跳蛛科杯蛛属的动物。在中国大陆，分布于云南等地。该物种的模式产地在云南。